# Nick Cave and the Bad Seeds
Nick Cave and the Bad Seeds este o populară trupă australiană de post punk.
Colaborarea dintre artistul Nick Cave (numele său complet este Nicholas Edward Cave) și The Bad Seeds a început în 1983. Dacă Nick cântase pâna atunci în trupe ca Boys Next Door sau The Birthday Party, formații care posedau caracteristicile stilurilor punk și blues ale vremii, The Bad Seeds sunt – în fapt – aceeași cu trupa de industrial rock Einstürzende Neubaten, existentă și în acest moment.

## Membrii actuali ai trupei
- Nick Cave – voce, pian, claviatură, armonică, percuție, chitară ritmică (1983–prezent)
- Thomas Wydler – baterie, percuție, vocea a doua (1983–prezent)
- Martyn P. Casey – chitară bas, vocea a doua (1990–prezent)
- Jim Sclavunos – percuție, baterie, claviatură, vocea a doua (1994–prezent)
- Warren Ellis – vioară, chitară, sintetizator, mandolină, flaut, vocea a doua (1997–prezent)
- George Vjestica – chitară electrică și acustică, pian, vocea a doua (2013–prezent)
- Larry Mullins – claviatură, vibrafon, pian (2013–prezent, doar în timpul turneelor)

## Discografie
Albume de studio
- From Her to Eternity (1984)
- The Firstborn Is Dead (1985)
- Kicking Against the Pricks (1986)
- Your Funeral… My Trial (1986)
- Tender Prey (1988)
- The Good Son (1990)
- Henry’s Dream (1992)
- Let Love In (1994)
- Murder Ballads (1996)
- The Boatman’s Call (1997)
- No More Shall We Part (2001)
- Nocturama (2003)
- Abattoir Blues/The Lyre of Orpheus (2CD) (2004)
- Dig, Lazarus, Dig! (2008)
- Push the Sky Away (2013)
- Skeleton Tree (2016)
- Ghosteen (2019)
- Wild God (2024)

Albume Live
- Live Seeds (1993)
- God Is in the House (DVD) (2003)
- The Abattoir Blues Tour (2CD/2DVD) (2007)
- Live at the Royal Albert Hall (2008)
- Live from KCRW (2013)